# ポール・オコン
ポール・マイケル・オコン（Paul Michael Okon, 1972年4月5日 - ）は、オーストラリア・シドニー出身の元同国代表サッカー選手、現サッカー指導者。現役時代のポジションはDF、MF。

## 経歴

### 初期
ドイツ人の父とイタリア人の母の下 でシドニー郊外で生まれ育った。
1989-90シーズンにNSLのマーコーニ・スタリオンズFCでキャリアをスタートするとデビュー1年目から主力として活躍し、2シーズン連続でNSL U-21年間最優秀選手賞を受賞した。

### ベルギー
1991年、同胞のローレンツ・キンドナーと共にウーゴ・ブロース監督率いるベルギーのクラブ・ブルッヘに移籍するも、最初の2シーズンは出場機会が少なく主にBチームで活動していた。出番を増やしていった1993-94シーズン当初は、フランキー・ヴァン・デル・エルスト、ロレンツォ・スターレンス、ヘルト・ヴェルハイエン、ステファン・ヴァン・デル・ハイデンと共に中盤で起用され、その後1つポジションを下げリベロとしてプレーした。1996年1月に1995年度のベルギー年間最優秀選手賞を受賞し、同年のオセアニア年間最優秀選手賞も受賞。リーグ優勝 (95-96), カップ連覇 (94-95, 95-96)と個人としてもチームとしても充実した時を過ごした。

### イタリア
ベルギーでの活躍から欧州の幾つかのビッグクラブから注目を集め、1996年にディノ・ゾフ監督率いるイタリアのSSラツィオに加入した。オコン自身はリベロでのプレーを望んでいたものの、ロベルト・ディ・マッテオがチェルシーFCへ去っていったことで中盤でプレーすることを余儀なくされ、また度重なる膝の怪我により出場は限られていた。1998-99シーズン、優勝まであと一歩だった（ACミランに優勝が渡ることになったユヴェントスFCに敗れた試合が最後）もののタイトル獲得に至らず夏に退団した。また、UEFAカップウィナーズカップの方では決勝でRCDマヨルカを2-1で破りタイトルを獲得するも、自身の出場はなかった。
翌シーズンにジョヴァンニ・トラパットーニ監督率いるACFフィオレンティーナに移籍するも、ここでも怪我の影響から出場機会は少なく1シーズンで退団。セリエAでの4シーズンの間でガブリエル・バティストゥータ、ロベルト・マンチーニ、ルイ・コスタ、マルセロ・サラス、クリスティアン・ヴィエリといった名選手達と共にプレーしたものの、怪我に苦しみベルギー時代の成功からは程遠かった。

### イングランド
フィオレンティーナ退団後はフリーの身となり、2000年にイングランドのミドルズブラFCに同胞のマーク・シュワルツァーと共に加入。1年目は右SHのレギュラーとしてプレーしていたが、2年目に監督がスティーヴ・マクラーレンに交代すると出番を減らし、2001-02シーズン後半に2部のワトフォードFCへ貸し出され、そこではレギュラーを務めた。
2002年にリーズ・ユナイテッドAFCへ移籍し、マーク・ヴィドゥカ、ハリー・キューウェル、ジェイミー・マクマスター、ジェイコブ・バーンズ、ダニー・ミロシェヴィッチと5人の同胞と共に再びプレミアリーグで戦う機会を得たが、レギュラーの座は掴みきれなかった。

### 晩年
2003年にイタリア2部のヴィチェンツァ・カルチョで半年プレーした後、かつて栄光を掴んだベルギーに戻り2部のKVオーステンデに加入し、ここではすぐさまレギュラーの座を奪取。チームは2004-05シーズンに準優勝し1部昇格を果たしたが自身は契約更新されず、再び1部でプレーすることは叶わなかった。その後、キプロスのAPOELニコシアに短期間在籍し、2006年に故郷のオーストラリアに戻りニューカッスル・ユナイテッド・ジェッツFCと契約。チームにうまくフィットしプレーオフ進出に貢献したが、怪我への懸念から2007年6月に引退を決意した。

## 指導者時代
現役引退後の2008年6月24日、アレックス・トービン、アリスター・エドワーズ、ニコラ・ウィリアムズと共にオーストラリアサッカー連盟が主催するエリートコーチング育成プログラムを3年間奨学金を受けながら受講した。また、プログラムの一環として、ピエルルイジ・カジラギ監督率いるU-23イタリア代表と北京オリンピックに出場するまでの間、イタリアサッカー連盟のナショナルフットボールセンターコヴェルチャーノで共に過ごし、PSVアイントホーフェンの下部組織を学ぶため留学した。
2008年9月2日、ミロン・ブライバーグ監督率いるゴールドコースト・ユナイテッドFCのアシスタントに就任。その役割を果たす前にニューサウスウェールズ州リーグのAPIAライカート・タイガースFCで暫定監督に就いた。
2008年10月30日、ロンドンオリンピック出場を目指す長期的視野の一環として、1月のオーストラリア・ユースオリンピックフェスティバルに向けU-18オーストラリア代表監督に就任。2010年2月23日、2009-10シーズンのファイナルシリーズ初戦で敗退した後に契約が更新されなかったためゴールドコーストを退団した。
2012年4月19日、アウレリオ・ヴィドマーと共にU-20オーストラリア代表の共同監督とヴィドマー率いるU-23オーストラリア代表のアシスタントコーチに任命された。
2016年8月29日、セントラルコースト・マリナーズFCの監督として2年契約を交わした。

## 代表
U-20時代にポルトガルで開催された1991 FIFAワールドユース選手権にキャプテンとして出場し、セミファイナル進出に大きく貢献。また、翌年のバルセロナオリンピックでもセミファイナル進出に貢献した。
1991年、チェコスロバキア戦でA代表デビュー。OFCネイションズカップ2000で優勝し、FIFAコンフェデレーションズカップ2001で3位入賞した。

## タイトル

### クラブ
- ジュピラー・プロ・リーグ : 1991-92, 1995-96
- ベルギーカップ : 1994-1995, 1995-1996
- ベルギースーパーカップ : 1991, 1992, 1994
- コッパ・イタリア : 1997-98
- スーペルコッパ・イタリアーナ : 1998
- UEFAカップウィナーズカップ : 1998-99

### 代表
オーストラリア
- OFCネイションズカップ : 2000

### 個人
- NSL U-21年間最優秀選手賞 : 1989-90, 1990-91
- ベルギー・ゴールデン・シュー : 1995
- オセアニア年間最優秀選手賞 : 1996
- オーストラリアサッカー殿堂（英語版） : 2009[9]